# Huntington Park
Huntington Park és una ciutat dels Estats Units a l'estat de Califòrnia. Segons el cens del 2000 tenia 61.348 habitants.

## Demografia
Segons el cens del 2000, Huntington Park tenia 61.348 habitants, 14.860 habitatges, i 12.660 famílies. La densitat de població era de 7.817,4 habitants/km².
Dels 14.860 habitatges en un 58,3% hi vivien nens de menys de 18 anys, en un 55,4% hi vivien parelles casades, en un 20,3% dones solteres, i en un 14,8% no eren unitats familiars. En el 10,9% dels habitatges hi vivien persones soles el 4,8% de les quals corresponia a persones de 65 anys o més que vivien soles. El nombre mitjà de persones vivint en cada habitatge era de 4,12 i el nombre mitjà de persones que vivien en cada família era de 4,34.
Per edats la població es repartia de la següent manera: un 35,8% tenia menys de 18 anys, un 13% entre 18 i 24, un 32,3% entre 25 i 44, un 13,8% de 45 a 60 i un 5,1% 65 anys o més.
L'edat mediana era de 26 anys. Per cada 100 dones de 18 o més anys hi havia 98,3 homes.
La renda mediana per habitatge era de 28.941 $ i la renda mediana per família de 29.844 $. Els homes tenien una renda mediana de 21.039 $ mentre que les dones 16.733 $. La renda per capita de la població era de 9.340 $. Entorn del 23,3% de les famílies i el 25,2% de la població estaven per davall del llindar de pobresa.

## Poblacions més properes
El següent diagrama mostra les poblacions més properes.